# ジョン・ジョンソン (ラグビーリーグ選手)
ジョン・ジョンソン（John Johnson、カッスルフォード・タイガーズ ヘリテージ・ナンバー120）は1930年代のラグビーリーグ選手。カッスルフォードで1932-33シーズンから1933-34シーズンにかけてプレイしていた。

## 経歴

### カウンティーリーグ
ジョン・ジョンソンはRFLヨークシャー・リーグでカッスルフォードが優勝した1932年から1933年のシーズンを戦った。公式戦12試合に出場し、3トライ（9得点）を記録した。